# Santana do São Francisco
Santana do São Francisco es un municipio brasileño situado en el estado de Sergipe. Según el censo de 2022, tiene una población de 7346 habitantes.
Posee un área de 44.02 km².

## Historia
Los primeros ocupantes de la región fueron los holandeses, que llegaron a la zona a finales del siglo XVII en busca de oro. Posteriormente fueron expulsados por los portugueses.
Después de la expulsión de los holandeses, a mediados de 1730, comenzaron a llegar los primeros colonizadores a la región.